# Acronychia suberosa
Espèce
Classification phylogénétique
Acronychia suberosa est une espèce de plantes à fleurs de la famille des Rutaceae. C'est un arbre de taille moyenne (jusqu'à 20 m de haut) des forêts tropicales humides du Queensland et de Nouvelle-Galles du Sud, en Australie. 
Les feuilles sont trifoliées, sessiles, lancéolées mesurent jusqu'à 10 cm de long. Le fruit, acide et parfumé est comestible.